# قید العدوانی
قید العدوانی (انگلیسی: Qaied Al-Adwani؛ زادهٔ ۱ ژوئیهٔ ۱۹۷۱) بازیکن هندبال اهل کویت بود.